# Новокузнецький ляльковий театр «Сказ»
Новокузнецький ляльковий театр «Сказ» (рос. Новокузнецкий кукольный театр «Сказ») — ляльковий театр у місті Новокузнецьку Кемеровської області (Росія); один з найстаріших театрів Кузбасу, міський культурний осередок.

## Загальні дані
Новокузнецький ляльковий театр «Сказ» займає перший поверх житлового будинку й розташований за адресою:
просп. Металургів, буд. 31, м. Новокузнецьк—654079 (Кемеровська область, Росія).
Глядацька зала театру розрахована на 88 місць.
Головний режисер театру — Ю. А. Самойлов.

## З історії театру
Новокузнецький ляльковий театр бере свій початок, разом із обласним ляльковим театром (м. Кемерово) від періоду німецько-радянської війни. Із її початком Новосибірський театр «Красный факел» був тимчасово переведений до міста Сталінська (зараз Новокузнецьк). 8 лютого 1942 року група артистів цього театру показала дитячий ляльковий спектакль — казку-оперу «Волк и семеро козлят» (постановка Д. Крамської). Якраз із учасників тієї вистави й була організована самостійна лялькова трупа, якій 9 липня того ж (1942) року згідно з розпорядженням Новосибірської обласної Ради депутатів трудящих було присвоєно статус театру. 
Першим директором закладу став Гліб Гончаренко. У 1943 році, з появою Ольги Моргулевої з театру ляльок Сергія Образцова (м. Москва), у репертуарі театру з'явився ще один спектакль, а наприкінці 1943 — на початку 1944 року відбулась прем'єра «Царица Леденица» (режисер Ольга Моргулева, художник Холдирмян). 
У перші роки існування колективу він вів «кочовий» образ життя. І нарешті у вересні 1953 року театр відмітив уводини в будівлі по вулиці Кірова міста Новокузнецька. А 1958 року переїхав у приміщення на проспекті Металургів, 31, де й понині займає перший поверх житлового будинку.
У 1961 році більша частина трупи переїхала до обласного міста Кемерово, решта ж артистів лишились працювати у Новокузнецькому ляльковому театрі.
У 1965 році директором Новокузнецького лялькового театру став Яков Таубен, головним режисером Валентин Ткаченко. 
З приходом 1971 року режисера Наталії Никифорової і директора Євгена Деконського різко змінилась репертуарна політика закладу — на сцені почали ставити багато спектаклів за класичними сюжетами. 
Від 1982 року колектив очолив головний режисер Володимир Наговіцин і директор Анатолій Некрасов, якого 1990 року змінив Микола Анищенко. Посада головного режисера лишалась вакантною до появи Юрія Самойлова в 1994 році. Са́ме з діяльністю останнього, підтриманого директором А. Разуковим, пов'язані творчий підйом і перемоги театру на регіональних і міжнародних фестивалях наприкінці 1990-х — на початку 2000-х років. 
У 1999 році Новокузнецький ляльковий театр «Сказ» був одним з активних учасників створення Товариства-об'єднання театрів ляльок Сибіру в рамках міжрегіональної асоціації «Сибирское соглашение».
У 2006 році востаннє реконструювалось приміщення театру.

## Сучасний репертуар
Репертуар Новокузнецького лялькового театру «Сказ» нараховує понад 200 вистав — як дитячих, так і дорослих.

### Дитячий репертуар
- «Сказ о том как Кащей к Яге свататься ходил» Ю. А. Самойлова;
- «Дюймовочка» за однойменною казкою Г. К. Андерсена;
- «Золотой цыпленок» В. Орлова;
- «Охотник до Сказок» Ю. А. Самойлова;
- «Петрушка и Царевна — Лягушка» Ю. А. Самойлова;
- «Маленькая фея» В. Рабадана;
- «Девочка и медведь» А. Афанасьєва;
- «Сто почему» Р. Кіплінга;
- «Однажды» Ю. А. Самойлова;
- «Знаменитый утенок Тим» Е. Блайтон;
- «Солнышко и снежные человечки» А. Веселова;
- «Сказка о золотом петушке» О. С. Пушкіна;
- «Потерянный» Ю. А. Самойлова.

### Дорослий репертуар
- «Золотой Осёл» Апулея;
- «Стеклянный зверинец» Т. Вільямса;
- «Соловей и император» Г.-К. Андерсена;
- «Свадьба» М. М. Зошенка;
- «Нос» М. В. Гоголя;
- «Маленький принц» А. Екзюпері;

## Нагороди
Новокузнецький ляльковий театр «Сказ» неодноразово був відмічений призами на різноманітних фестивалях.
- 2003 — театр виграв грант «Сороса» і став одним з трьох упорядників (Новокузнецьк, Ярославль, Санкт-Петербург) I-го міжнародного педагогічного фестивалю «КуклоМания»-«Петербургский диагноз»;
- 2003 — театр став дипломантом VI міжнародного фестивалю КУКART (спектакль «Петрушка и царевна-лягушка» здобув приз глядацьких симпатій);
- 2004 — театр здобув на міжнародному фестивалі в Харкові (Україна) спецприз «За збереження та розвиток народного театру ляльок» (спектакль «Петрушка и царевна-лягушка»)[3];
- 2004 — театр отримав бронзовий сертифікат на міждародному фестивалі HIGHFEST;
- 2005 — театр отримав срібний сертифікат на міжнародному фестивалі HIGHFEST;
- 2006 — театр став переможцем на фестивалі «Інтерлялька-2006» в Ужгороді (Україна) у номінації «За збереження народних традицій у ляльковому театрі» (дитячий спектакль «Приключения Петра Ивановича Уксусова»)[4].

## Виноски
1. ↑  Театри Новокузнецька на www.142-fun.mnogonado.net (рос.)
2. ↑  Новокузнецький ляльковий театр «Сказ» на Енциклопедія «Театральная Россия» (електронна версія) [Архівовано 2010-06-12 у Wayback Machine.] (рос.)
3. ↑  Новокузнецкий театр кукол «Сказ» на международном фестивале в Харькове получил специальный приз «За сохранение и развитие народного театра кукол», на www.kuzbassfm.ru [Архівовано 1 квітня 2016 у Wayback Machine.] (рос.)
4. ↑  «Сказ» - в числе лучших кукольных театров мира, на www.nvkz.com [Архівовано 7 березня 2016 у Wayback Machine.] (рос.)

## Джерело-посилання
- Новокузнецький ляльковий театр «Сказ»[недоступне посилання з липня 2019] на Енциклопедія «Театральная Россия» (електронна версія) (рос.)